# (32790) 1989 SM8
(32790) 1989 SM8 est un astéroïde de la ceinture principale d'astéroïdes découvert en 1989.

## Description
(32790) 1989 SM8 a été découvert le 23 septembre 1989 à l'observatoire de La Silla, au Chili, par Henri Debehogne.

### Caractéristiques orbitales
L'orbite de cet astéroïde est caractérisée par un demi-grand axe de 2,41 ua, un périhélie de 1,94 ua, une excentricité de 0,20 et une inclinaison de 1,82° par rapport à l'écliptique. Du fait de ces caractéristiques, à savoir un demi-grand axe compris entre 2 et 3,2 ua et un périhélie supérieur à 1,666 ua, il est classé, selon la JPL Small-Body Database, comme objet de la ceinture principale d'astéroïdes.

### Caractéristiques physiques
(32790) 1989 SM8 a une magnitude absolue (H) de 14,9 et un albédo estimé à 0,057.